# René Crayssac
René Crayssac (né le 18 septembre 1883 à Izon (Gironde) en France et mort le 22 juin 1940 à Pierrefeu-du-Var) est un journaliste, écrivain et poète français

## Biographie
Il fait ses études au collège de Libourne, au lycée de Bordeaux puis au lycée Janson-de-Sailly à Paris. En 1903, il obtient sa licence en droit et part pour l’Indochine où il s'engage dans le 9e régiment d'infanterie coloniale. Libéré en avril 1904, il entre comme commis aux Douanes et Régies dont il démissionne au mois d'octobre de la même année pour entrer dans les Services civils. En 1911, il est administrateur de 5e classe attaché à la Résidence supérieure du Tonkin. De 1900 à 1903, il collabore au journal La Vie joyeuse, au Théâtre-Bordeaux, à l'Union républicaine de Libourne. De 1904 à 1905, il collabore à la Tribune indochinoise et, à partir de 1910, à la Revue indochinoise. En 1912, il fonde à Hanoï La Plume, puis les Pages indochinoises dans lesquelles il publie des poèmes. Admirateur et traducteur de la poésie annamite, il anime en Indochine un foyer culturel dynamique, ouvert à tous, rompant avec la cellule coloniale.

## Œuvres
Éditions originales
- Aux flancs de la colline, Imprimerie libournaise, 1903
- La Question de la sapèque tonkinoise, Revue indochinoise, 1911, p. 113–136
- Hanoï-sur-scène. Pièce en 3 actes (avec Henri Houzelot et Maurice Koch), 1912
- Sous les flamboyants. Poésies, Imprimerie d'Extrême-Orient, 1913 (Préface d'Henry Daguerches)
- Les Griffes du dragon, Imprimerie d’Extrême-Orient, 1922 (Préface d'André Sary)
- La Plume et le pinceau, Éditions du Moniteur d'Indochine, 1925
- Selon les rites, Imprimerie Lê-Van-Tan, 1928
- Le Poème de l'Annam (1903-1929), Lê-Van-Tan, 1929

Traduction
- Kim-Van-Kiéou, le célèbre poème annamite de Nguyên-Du. Traduit en vers français par René Crayssac et précédé d'un avant-dire du traducteur, Lê-Van-Tan, 1926

Préfaces
- Armand Jean Marie Lafrique, Poésies. Rimes françaises. Rimes tonkinoises, Mac-Dink-Tu, 1915
- Nguyen, Van Ich, Méthode pratique des connaissances administratives et juridiques à l'usage des autorités communales et cantonales, Imprimerie tonkinoise, 1923
- Tran-Trong-Kim, Les 47 articles du catéchisme moral de l'Annam d'autrefois, 1928
- Nguyen-Vy, Grandeurs et servitudes de Nguyên-Van-Nguyên, Dong-Tay, 1936